# Squalus blainville
Espèce
Statut de conservation UICN

 DD  : Données insuffisantes
Squalus blainville, l’aiguillat coq, est une espèce de requins que l'on trouve dans tous les océans, dans une profondeur comprise entre 15 et 800 mètres. Il peut atteindre un mètre de long.

## Répartition

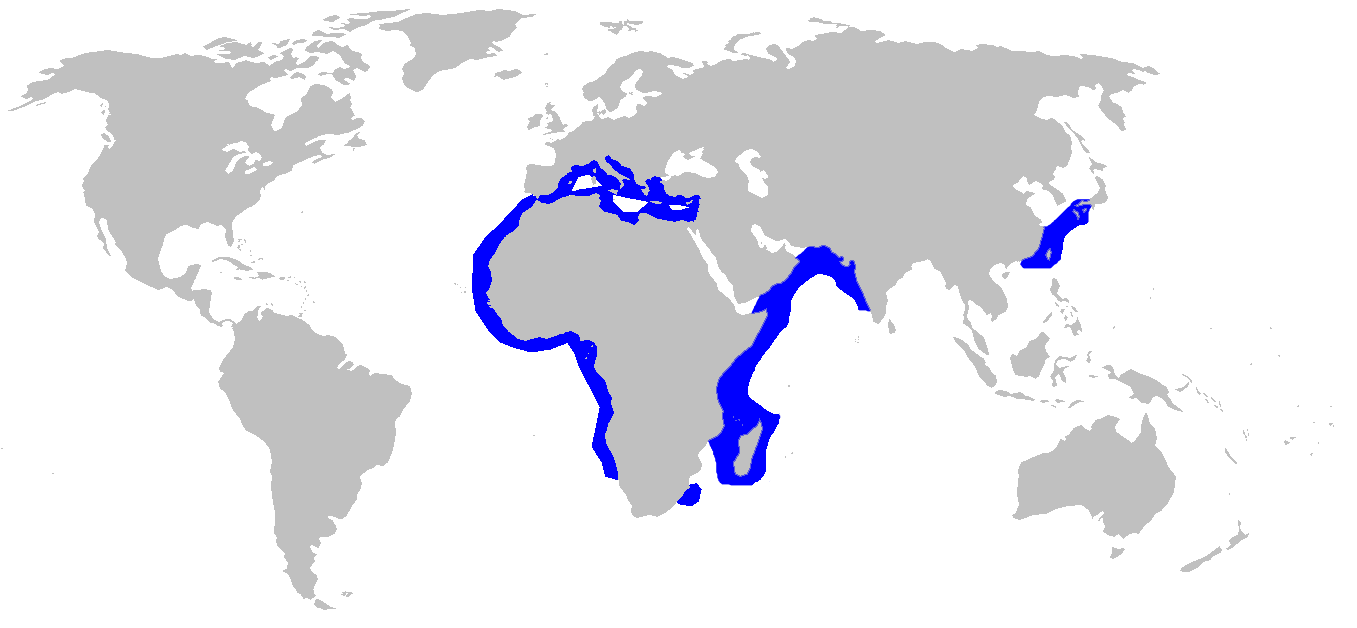
Répartition de Squalus blainville.